# 王岩 (动物福利活动家)
王岩（1986年—），中国东北和龙市动物福利活动家。他曾是钢铁冶金业主、百万富翁。他自称2012年他的狗走失使得他致力于救狗。从那年起，他在和龙市建立了救狗中心。2015年他称他救了2,000多条流浪犬，在中心养了200多条狗。他称他把所有的钱都花在了救狗上，已经破产。

## 活动
王岩称大约2005年中国的钢铁工业有所改善时开始，他的生意开始成功。王岩说，当他的狗丢了后，他数次调查无果，有人建议他去城里的屠房看看。他在屠房查看了一星期，无果。
反而，王岩坚称他对骇人听闻的屠宰行为的观察使他开始为动物福利工作。在市场里，狗肉被出售，它们主要来自流浪犬。杀狗取肉是一项传统生意，中国以狗肉闻名。甚至有个玉林荔枝狗肉节，每年消费10,000-15,000条狗。
山东省济南的大杨新区政府甚至试图杀光包括有证宠物在内的狗。2015年9月，该政府下令，“任何人不准养各种犬，包括有证无证犬，否则村委组织人入户当场将犬砸死及处理。”5,000多条狗被消灭。
王岩买下了屠房和长春和龙市的一家废弃厂房，发展为用于流浪犬的救助中心。他给它命名为“长春小动物救助基地”。他声称已经将其扩建到一次可至少容纳1000条狗。他称开始自费无收益地买狗粮和药。他称他已经花费了3,000,000多元（$470,186）。他说他说服人们收养他的流浪犬，但不接受对他的捐款。他只想要狗粮作为赠品。他在2015年11月的一场访问中说：
我不接受货币捐赠。我只希望善良的人们能够捐赠一些物资帮助为这200只狗建立一个家。